# جان-رينيه فورنير
جان-رينيه فورنير هو سياسي سويسري، ولد في 18 ديسمبر 1957 في Riddes ‏ في سويسرا. نشط حزبياً في حزب الشعب الديمقراطي المسيحي في سويسرا ‏. وقد انتخب عضو مجلس الولايات السويسري ‏ (3 ديسمبر 2007 – 1 ديسمبر 2019).

## وصلات خارجية
- الموقع الرسمي